# Antonín Hojer
Antonín Hojer (31. března 1894 Praha – 20. října 1964) byl český fotbalista, obránce, československý reprezentant. Jeho bratr František Hojer byl rovněž fotbalovým reprezentantem.

## Sportovní kariéra
Za československou reprezentaci odehrál v letech 1920–1930 35 utkání a vstřelil 4 góly. Nastoupil v historickém prvním oficiálním reprezentačním utkání – s Jugoslávií na olympijských hrách v Antverpách roku 1920 (byť hrál již na tzv. Pershingově olympiádě v Paříži roku 1919, utkání zde sehraná však později neuznaly obě zúčastněné strany, a tak nejsou oficiální). Byl člen takzvané "železné Sparty", tedy slavného mužstva pražské Sparty z první poloviny 20. let 20. století. Za Spartu sehrál 430 zápasů a vstřelil za ni 118 branek – je nejlépe střílejícím obráncem sparťanské historie. S letenským klubem se stal mistrem Československa roku 1926 a 1927, dvakrát českým mistrem – vítězem mistrovství Českého svazu fotbalového v roce 1919 a 1922 a několikrát středočeským mistrem (vítězem tzv. Středočeské 1. třídy, obvykle nazývané Středočeská liga) – i v letech 1920, 1921 a 1923, kdy šlo o nejvyšší a nejprestižnější soutěž v zemi. Český sportovní novinář a historik Zdeněk Šálek o něm napsal: "Robustní, tvrdý a nebojácný hráč, výborný technik. Před bezhlavými odkopy dával přednost dlouhé, přesné přihrávce." Ve Středoevropském poháru nastoupil ve 4 utkáních.

## Ligová bilance
| Ročník                                       | Zápasy | Góly | Klub            |
| -------------------------------------------- | ------ | ---- | --------------- |
| Mistrovství Českého svazu fotbalového 1919   | -      | -    | AC Sparta Praha |
| Mistrovství Českého svazu fotbalového 1922   | -      | -    | AC Sparta Praha |
| Asociační liga 1925                          | 6      | 1    | AC Sparta Praha |
| Středočeská 1. liga 1925/26                  | 17     | 8    | AC Sparta Praha |
| Kvalifikační soutěž Středočeské 1. ligy 1927 | -      | 0    | AC Sparta Praha |
| Středočeská 1. liga 1927/28                  | -      | 1    | AC Sparta Praha |
| Středočeská 1. liga 1928/29                  | -      | 1    | AC Sparta Praha |
| 1. asociační liga 1929/30                    | -      | 4    | AC Sparta Praha |
| 1. asociační liga 1930/31                    | 1      | 0    | AC Sparta Praha |
| CELKEM 1. liga                               | 47     | 15   |                 |

## Trenérská kariéra
V roce 1927 byl hrající trenérem AC Sparta Praha.